# 噪鸦属
噪鸦属（学名：Perisoreus），是鸦科的一属。分布在亚欧大陆及北美洲的北部地区，从斯堪的纳维亚到亚洲海岸。在中国的四川省北部也孤立存在此物种。属下共有3种鸟类。它们与Cyanopica属相关，而与其他被称为“松鸦”的鸟类没有密切关系。

## 属下物种
- 北噪鸦
- 黑头噪鸦
- 灰噪鸦